# Oculipetilus
Oculipetilus is een kevergeslacht uit de familie van de boktorren (Cerambycidae). De wetenschappelijke naam van het geslacht werd voor het eerst geldig gepubliceerd in 2007 door Santos-Silva & Hovore.

## Soorten
Oculipetilus omvat de volgende soorten:
- Oculipetilus brunneorufus (Thomson, 1861)
- Oculipetilus pulcher (Melzer, 1926)